# Roca Sales
Roca Sales is een gemeente in de Braziliaanse deelstaat Rio Grande do Sul. De gemeente telt 10.468 inwoners (schatting 2009).

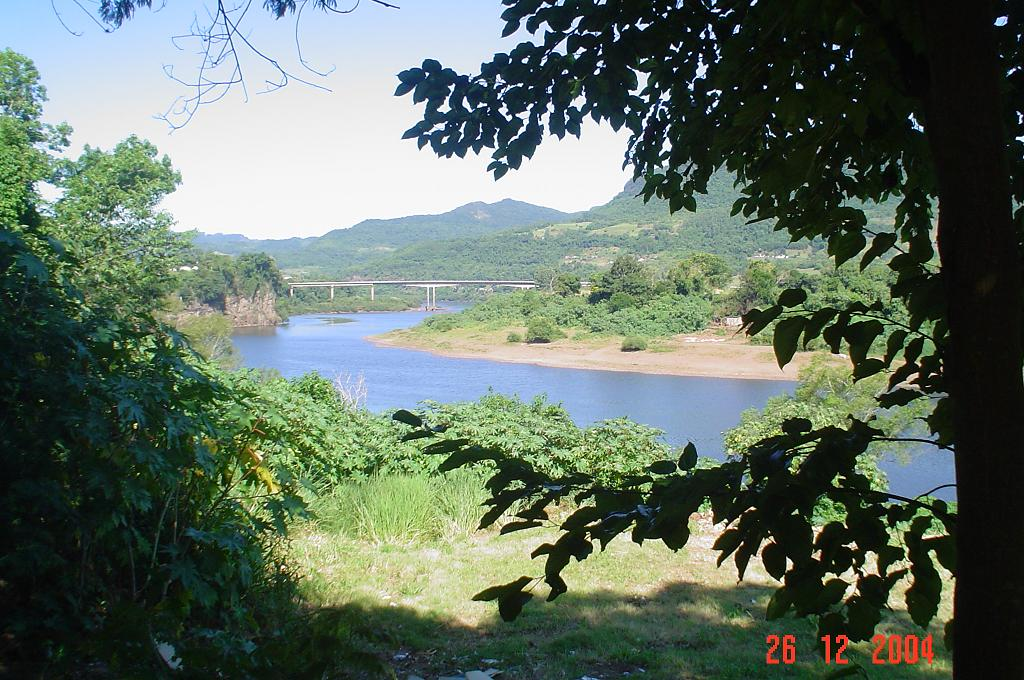
Brug bij Roca Sales